# Sana Kliniken
Die Sana Kliniken AG ist ein privater Gesundheitsdienstleister und betreibt Akut-, Fach- und Rehabilitationskliniken, Medizinische Versorgungszentren und Sanitätshäuser. Das Unternehmen hat 2023 einen Umsatz von 3,3 Milliarden Euro erwirtschaftet. Firmensitz ist Ismaning bei München.

## Geschichte
Die Sana Gruppe wurde 1972 vom „Verein zur Planung und Förderung privater Krankenhäuser e. V.“ in Köln von 18 privaten Krankenversicherungsunternehmen gegründet. Wenig später wurde der Unternehmensname, auf Forderung des Registergerichts, um den Zusatz „Sana“ (lat. sanare „heilen, gesund machen“) ergänzt.
Seitdem ist die Zahl der Eigentümer aus diesem Bereich auf 24 deutsche Krankenversicherungen angestiegen. Zuerst erwarb das Unternehmen nur Allgemeinkrankenhäuser aus nichtkommunaler Trägerschaft. Ab 1984 erfolgte mit dem städtischen Allgemeinkrankenhaus Hürth die erste Übernahme eines kommunalen Krankenhauses.
In den 1980er Jahren erwarb die Gruppe kleinere private Kliniken, die in wirtschaftliche Bedrängnisse geraten waren. Erstmals wurden auch Fachkliniken übernommen und die Leistungen um die Rehabilitation erweitert.
Über Managementverträge mit finanziell angeschlagenen Kliniken aus öffentlicher oder frei-gemeinnütziger Trägerschaft wuchs die Gruppe in den 1990er Jahren weiter an. Zu dieser Zeit wurde auch die Zusammenarbeit mit Kommunen und Landkreisen bei der Betriebsführung von Alten- und Pflegeheimen aufgenommen. Aktuell führt Sana das Pflegezentrum Elbmarsch in Elmshorn unter Mehrheitsbeteiligung.
In Rostock wurde ab dem 1. November 2000 erstmals ein deutsches Universitätsklinikum auf der Basis eines Managementvertrages bewirtschaftet.
2005 hatten die Sana Kliniken die Mehrheit am Paritätischen Unternehmensverbund in Berlin übernommen und damit die größte Akquisition in der Unternehmensgeschichte getätigt.
2006 erfolgten weitere Übernahmen im Bereich der 2.200 Krankenhäuser, davon rund 1800 kleinere Häuser im ländlichen Raum. Von 2004 bis 2007 übernahm Sana 16 öffentliche Krankenhäuser und integrierte sie in den Konzern. 2007 erfolgte die Übernahme der Städtischen Kliniken Düsseldorf sowie deren Altenheime und zunächst eine 49-Prozent-Beteiligung am Klinikum Duisburg (ehemals Städtische Kliniken Kalkweg), die 2015 auf 99 Prozent erhöht wurde. Die Eigner wandelten das Unternehmen im November 2007 in eine Aktiengesellschaft um und stockten das Eigenkapital auf 120 Millionen Euro auf. Ein Börsengang ist nicht vorgesehen.
Im Februar 2009 unterzeichnete die Sana Kliniken AG mit der Vereinten Dienstleistungsgewerkschaft (ver.di) erstmals einen bundesweiten Konzerntarifvertrag für alle Beschäftigungsgruppen. Der Konzerntarifvertrag gilt dabei seit Januar 2009 zunächst für 6000 der insgesamt rund 16.400 Mitarbeiter und soll schrittweise auf alle 38 Sana-Kliniken übertragen werden.
2009 kaufte der Sana-Konzern 74,9 Prozent der Klinikanteile der Regio Kliniken GmbH des Kreises Pinneberg. Nach jahrelangen Verlusten haben die Regio Kliniken im Jahr 2017 erstmals einen Gewinn erwirtschaftet.
2010 übernahm die Sana Kliniken AG das Krankenhaus Rummelsberg in Schwarzenbruck, 2012 die Kliniken des Landkreises Cham mit den Standorten Bad Kötzting, Roding und Cham sowie das Sana Krankenhaus Radevormwald und das HANSE-Klinikum Wismar.
2013 erfolgte die Übernahme von drei Kliniken des Landkreises Biberach in Baden-Württemberg. Darüber hinaus wurde im Sommer 2013 in Hessen das Klinikum Offenbach am Main erworben.
Seit 2015 ist Sana Eigentümer der Kliniken Leipziger Land in Borna und Zwenkau, die die Helios-Kliniken im Zusammenhang mit dem Kauf von Rhön-Kliniken aus kartellrechtlichen Gründen verkaufen mussten. Außerdem erwarb Sana die Berliner Polikum-Gruppe, zu der auch die Leipziger Medica-Klinik gehört.
2016 übernahmen die Sana-Kliniken das AGAPLESION Bethesda Krankenhaus Stuttgart. Es wird unter der Bezeichnung Sana Klinik Bethesda Stuttgart geführt. Zum 1. Januar 2023 übernahm die Robert-Bosch-Krankenhaus GmbH (RBK) die Sana Klinik Bethesda Stuttgart gGmbH.
Am 24. Mai 2017 erfolgte die Übernahme der Roeser-Unternehmensgruppe mit Sitz in Essen. Außerdem der Erwerb des DRK-Krankenhauses Middelburg in Süsel.
Im Jahr 2018 übernahm Sana die Fabricius-Klinik Remscheid. Das Haus wird seitdem unter dem Namen Sana Fabricius-Klinik Remscheid weitergeführt.
Am 25. November 2019 übernahmen die Sana-Kliniken 74,9 % am Evangelischen Krankenhaus „Gottesfriede“ in Wolterstorf. 25,1 % verbleiben beim bisherigen Träger, dem Deutsche Jugendverband „Entschieden für Christus“ (EC). Im Jahr 2019 erfolgte außerdem die Übernahme der privaten Krankenhaus Bad Doberan GmbH.
Am 16. September 2021 stellten die Sana-geführten Regiokliniken des Kreises Pinneberg die Planung zur Zusammenlegung der Standorte Elmshorn und Pinneberg vor. Es soll ein Neubau entstehen. Außerdem übernahm Sana im Dezember 2021 die Mehrheitsanteile des Klinikums Niederlausitz mit 51 Prozent
Im Januar 2022 verkaufte der Klinikkonzern die Sana Kliniken Ostholstein an Ameos. Zum Klinikverbund zählen die Häuser Eutin, Oldenburg, Middelburg und Fehmarn.
Im April 2022 stellten die Sana Kliniken Bad Wildbad ihren Betrieb ein. Die Sana Klinik Laupheim wurde am 31. Dezember 2022 geschlossen.
Die Sana Kliniken AG übernahm zum 1. Februar 2023 51 Prozent der Anteile an der Paulinenkrankenhaus gGmbH und 100 Prozent der Paulinen Service Gesellschaft mbH.
Am 2. Januar 2024 kaufte der kommunale Klinikverbund Klinikum Stuttgart das Rotkreuz-Krankenhaus Bad-Canstatt, welches in Folge geschlossen wurde, sowie die Sana Herzchirurgie Stuttgart und das Pneumologisch-Neurologische Zentrum PNZ.
Zum 1. November 2024 wurden die oberfränkischen Teile der insolventen Regiomed-Kliniken GmbH, die drei Kliniken in Coburg, Lichtenfels und Neustadt bei Coburg, mehrere Medizinische Versorgungszentren (MVZ), die Medical School zur universitären Medizinerausbildung sowie die Zentralverwaltung mit insgesamt 3200 Mitarbeitenden übernommen.

## Unternehmen
Die Sana Kliniken AG betreibt bundesweit 46 Krankenhäuser aller Versorgungsstufen. Neben dem Kerngeschäft der Akutmedizin unterhält sie Fachkliniken in den Indikationen Herz/Kreislauf, Orthopädie und Neurologie sowie Rehabilitationskliniken und Altenheime. Neben den konzerneigenen Kliniken führt Sana weitere zwölf Krankenhäuser im Managementauftrag von Kommunen und kirchlichen Institutionen.
Das Unternehmen beschäftigt 41.000 Mitarbeiter und versorgte 2021 3,4 Millionen Patienten.
Das Unternehmen unterhält 120 Tochtergesellschaften und Dienstleistungsbereiche, darunter für Facility- und Investitions-Management, Informationstechnologie und Medizintechnik. Im strategischen Einkauf vertritt die Gruppe 500 Krankenhäuser.
2022 wurden die Sana Kliniken von Deloitte Private, Credit Suisse, der Frankfurter Allgemeinen Zeitung und dem Bundesverband der Deutschen Industrie mit dem „Best Managed Companies Award“ ausgezeichnet, einem laut Deloitte renommierten Gütesiegel für mittelständische Unternehmen.

## Haupteigner
Sana ist ein Unternehmen der privaten Krankenversicherungen.
Die Anteile hielten 2024:
- die DKV zu 22,4 Prozent,
- die Signal-Iduna zu 19,4 Prozent,
- die Allianz zu 14,4 Prozent,
- die Debeka zu 10,5 Prozent
- die Continentale zu 10,2 Prozent,
- die HALLESCHE zu 3,1 Prozent,[25]
- die Barmenia zu 3,8 Prozent
- sowie 17 weitere Krankenversicherer zu insgesamt 16,2 Prozent. Hierzu gehören: Alte Oldenburger Krankenversicherung, ARAG Krankenversicherungs-AG, Bayerische Beamtenkrankenkasse (BBKK), Generali Deutschland Krankenversicherung, Concordia Krankenversicherungs-AG, DEVK Krankenversicherungs-AG, Gothaer Krankenversicherung AG, Hallesche Krankenversicherung, HanseMerkur Krankenversicherung AG, Landeskrankenhilfe (LKH), LIGA Krankenversicherung Kath. Priester, LVM Krankenversicherungs-AG, Mecklenburgische Versicherungs-Gesellschaft, Münchener Verein Krankenversicherung, Provinzial Krankenversicherung Hannover AG (gehört zu VGH Versicherungen), R+V Krankenversicherung, Süddeutsche Krankenversicherung (SDK), Union Krankenversicherung (mehrheitlich zu Versicherungskammer Bayern) AG und uniVersa Krankenversicherung.

## Einrichtungen und Standorte
Alle genannten Einrichtungen befinden sich in der Trägerschaft der Sana Kliniken AG oder es besteht eine Minderheitsbeteiligung. Einrichtungen mit ausschließlicher Übernahme des Managements sind nicht aufgelistet:
Baden-Württemberg
- Karl-Olga-Krankenhaus GmbH, Stuttgart (74 %, seit 1985)
- Sana-Medizintechnisches Servicezentrum GmbH (Sana-MTSZ), Leinfelden-Echterdingen
- Sana Kliniken Landkreis Biberach GmbH (74,9 %, seit 2013)
  - Sana Klinikum Biberach
  - Sana Klinik Laupheim (2022 geschlossen)
  - Sana Klinik Riedlingen (2020 geschlossen)
- Fachklinik für Neurologie Dietenbronn GmbH, Schwendi (60 %)
- Neurologisches Rehabilitationszentrum Quellenhof in Bad Wildbad GmbH
- Universitätsklinikum Ulm (Managementvertrag)[26]

Bayern
- Sana Klinik München GmbH (100 %)

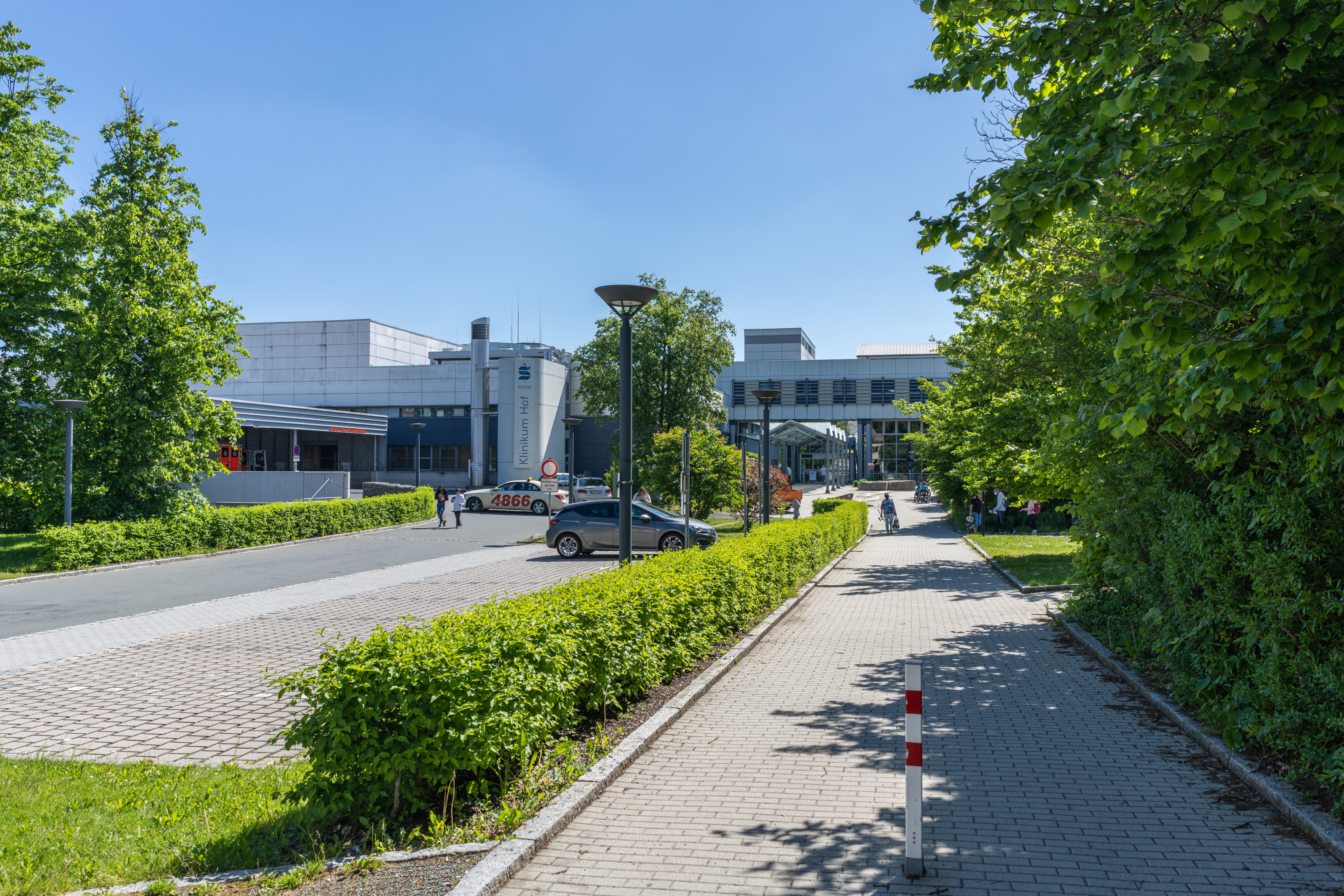
Sana Klinikum Hof

- Klinik am Birkenwald GmbH, Nürnberg (Managementvertrag; bis 2021: 100 %)[27]
- Sana Klinikum Hof GmbH
- Sana Kliniken Oberfranken GmbH
- Sana Klinik Pegnitz GmbH (100 %, seit 2005)
- Sana Kliniken des Landkreises Cham GmbH (74,9 %)
  - Sana Krankenhaus Cham
  - Sana Krankenhaus Bad Kötzting
  - Sana Krankenhaus Roding (2022 geschlossen)
- Krankenhaus Rummelsberg gGmbH, Schwarzenbruck (100 %, seit 2010)
- Kliniken Ostallgäu-Kaufbeuren (Managementvertrag)[28]
- clinic.log Logistik- und Dienstleistungsgesellschaft mbh, Eching mit drei Logistikzentren in Eching, Berlin und Leinfelden-Echterdingen. Kooperierend mit der Rhenus eonova GmbH, Berlin
- Sana DGS GmbH, Ismaning (Reinigungsdienste, Hol- und Bringedienste und Patiententransporte in der Klinik)
- Sana IT Services GmbH, Ismaning
- Sana Personal Service GmbH, Ismaning (Arbeitnehmerüberlassung, Personalvermittlung und Personaldienstleistungen)
- Sana TGmed GmbH, Ismaning (Gebäudemanagement)
- Sana-Catering-Service GmbH (SCS), Ismaning (Cook & Chill, Cook & Serve, Sous-Vide-Verpflegung)
- Sana Sterilgut Service GmbH, Ismaning (Aufbereitung von Medizinprodukten, Beratung von Sterilgutversorgungsabteilungen)

Berlin und Brandenburg
- Sana Kliniken Berlin-Brandenburg GmbH (75,1 % Mehrheitsbeteiligung)
  - Sana Klinikum Lichtenberg
  - Sana Gesundheitszentren Berlin-Brandenburg GmbH
  - Sana Kliniken Sommerfeld – Hellmuth Ulrici-Kliniken in Kremmen
  - Sana Krankenhaus Gransee (2009 verkauft an die Oberhavel Kliniken GmbH)
  - Sana Krankenhaus Templin
- Paulinenkrankenhaus gGmbH, Berlin (51 %)
- Paulinen Service Gesellschaft mbH, Berlin (100 %)
- Sana Krankenhaus Gottesfriede Woltersdorf gGmbH (74,9 %, seit 2019)
- Sana-Herzzentrum Cottbus GmbH
- Klinikum Dahme-Spreewald GmbH (49 % Minderheitsbeteiligung)
  - Achenbach-Krankenhaus in Königs Wusterhausen
  - Spreewaldklinik Lübben
- Sana Kliniken Niederlausitz (51 % Mehrheitsbeteiligung, seit 2022)[29]
  - Klinikbereich Senftenberg
  - Klinikbereich Lauchhammer

Hessen

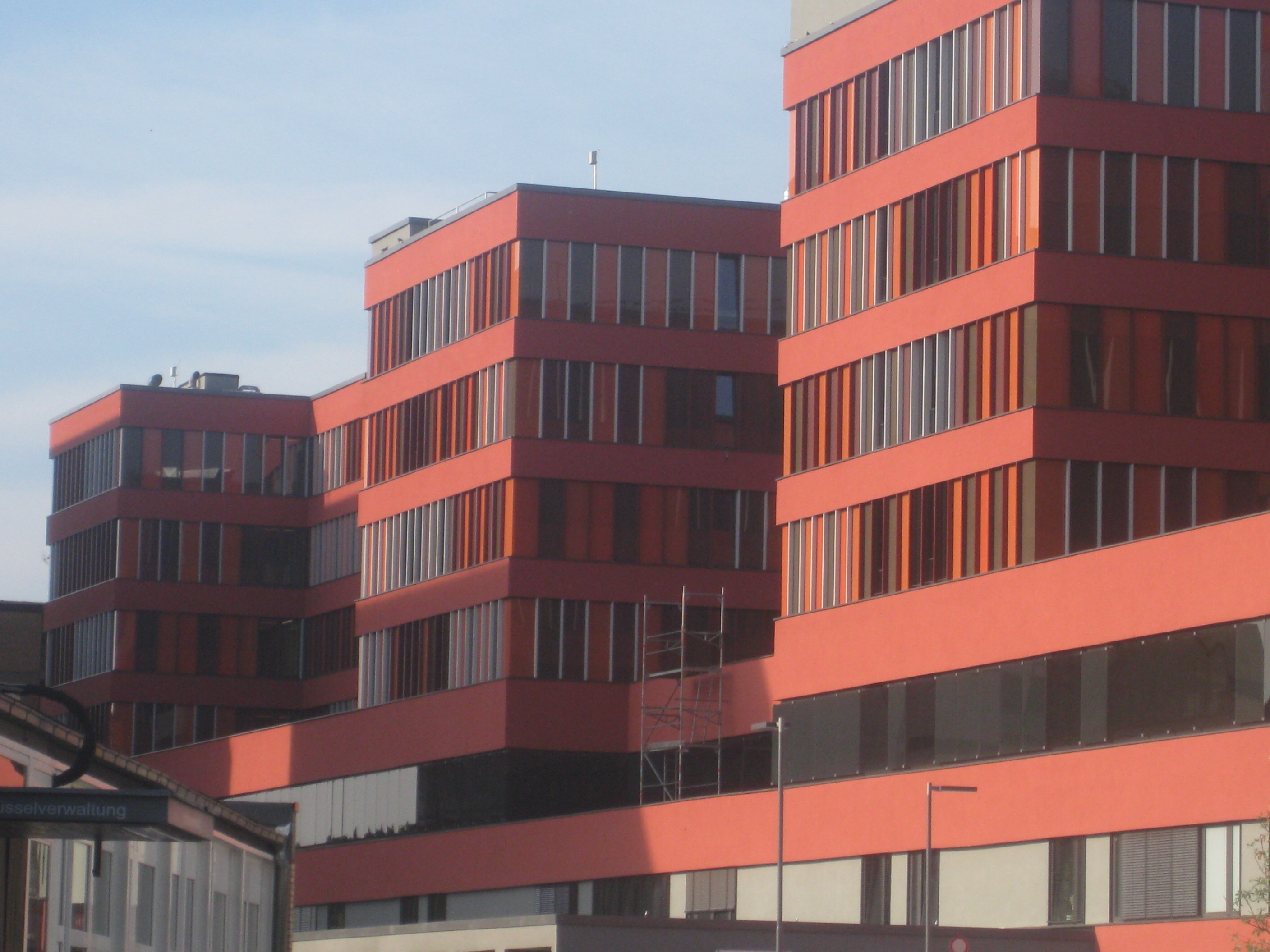
Sana Klinikum Offenbach

- Sana Klinikum Offenbach GmbH (seit Sommer 2013)[30]

Mecklenburg-Vorpommern
- Sana-Krankenhaus Rügen GmbH, Bergen auf Rügen
- Sana HANSE-Klinikum Wismar GmbH
- Sana Krankenhaus Bad Doberan (seit 2019)[31]

Niedersachsen
- Gesundheitseinrichtungen Hameln-Pyrmont GmbH (51 % Mehrheitsbeteiligung)[32]
  - Sana Klinikum Hameln-Pyrmont

Nordrhein-Westfalen
- Sana Kliniken Düsseldorf GmbH (51 % Mehrheitsbeteiligung)
  - Sana Krankenhaus Benrath
  - Sana Krankenhaus Gerresheim
  - Sana Seniorenzentrum Benrath (2016 verkauft an DRK-Kreisverband Düsseldorf e. V.)
  - Sana Seniorenzentrum Gallberg (2016 verkauft an DRK-Kreisverband Düsseldorf e. V.)
- Sana-Klinikum Remscheid GmbH (95 % Mehrheitsbeteiligung)
- Sana Fabricius-Klinik Remscheid GmbH
- Sana Krankenhaus Radevormwald gGmbH
- Sana-Krankenhaus Hürth GmbH
- Sana Kliniken Duisburg GmbH (99 % Mehrheitsbeteiligung)
  - Sana Klinikum Duisburg
    - Wedau Kliniken
    - Bertha Krankenhaus
- Sana Dreifaltigkeits-Krankenhaus Köln (100 %, seit 2017)[33]

Sachsen

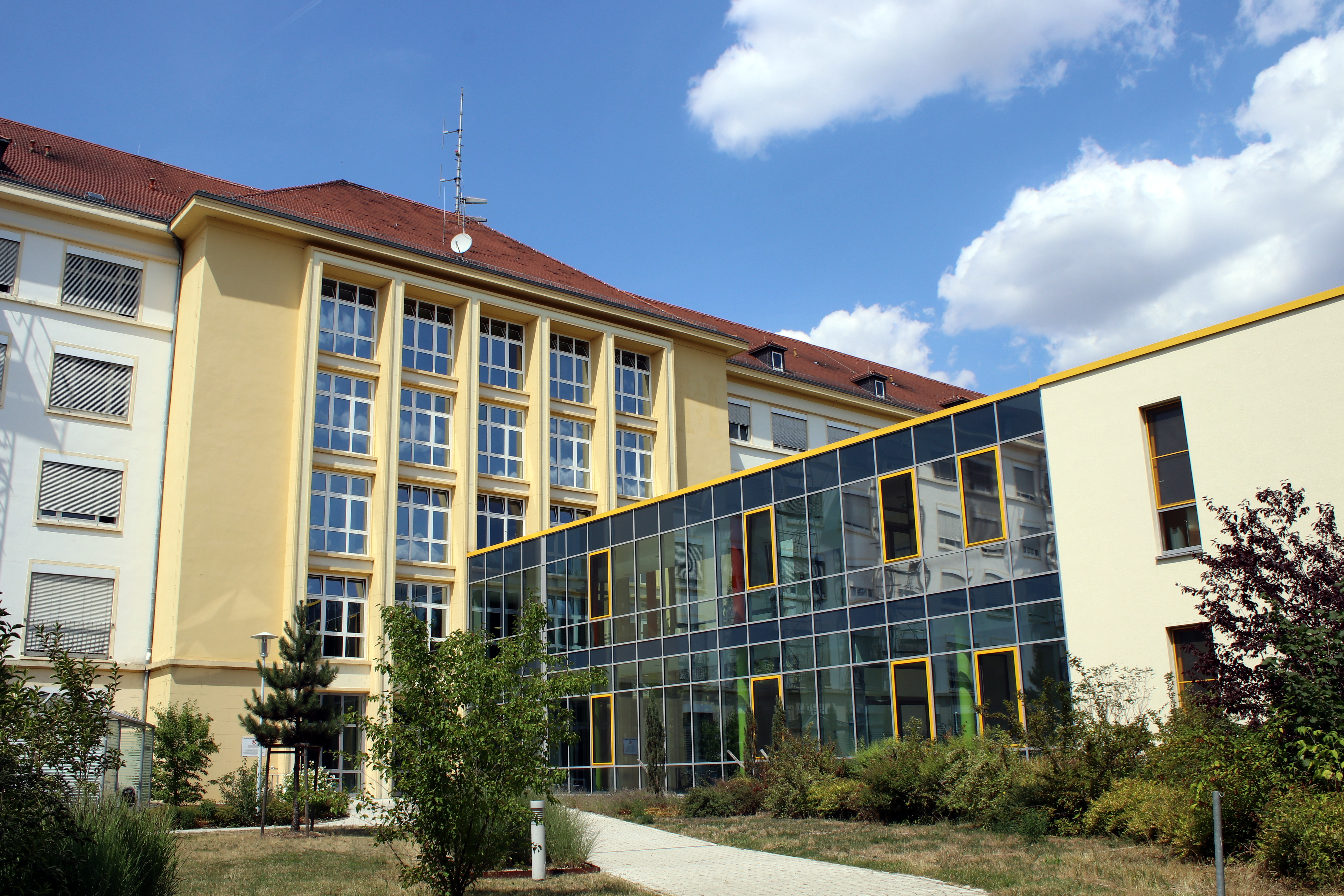
Sana Klinikum Borna

- Sana Kliniken Leipziger Land GmbH (100 %)
  - Sana Geriatriezentrum Zwenkau
- Herzzentrum Dresden GmbH am Universitätsklinikum Carl Gustav Carus Dresden
- Kreiskrankenhaus Freiberg gGmbH (Minderheitsbeteiligung)
- Lausitzer Seenland Klinikum GmbH in Hoyerswerda (49 % Minderheitsbeteiligung)

Schleswig-Holstein
- Sana Kliniken Lübeck GmbH
  - Sana Krankenhaus Süd in Lübeck
  - Praxisklinik Travemünde
  - Sana Operationszentrum Lübeck GmbH
- Sana Kliniken Ostholstein GmbH
  - Inselklinik Fehmarn, Burg auf Fehmarn
  - Klinik Oldenburg
  - Klinik Eutin
  - Klinik Middelburg in Süsel (nur Geriatrie, Neurologie, Phase F-Reha), geplant ist eine Zusammenlegung mit der Klinik in Eutin
  - OKDUS Ostholstein Kliniken Dienstleistungs- und Service-GmbH in Lensahn
- Regio Kliniken GmbH, ein Unternehmen der Sana Kliniken AG mit Sitz in Elmshorn
  - Klinikum Pinneberg
  - Klinikum Elmshorn
  - Klinikum Wedel wurde im Juni 2020 geschlossen
  - Pflegezentrum Elbmarsch in Elmshorn
  - Das Pflegezentrum Kummerfeld wurde im März 2017 geschlossen.